# 比爾縣
比爾縣（英語：Bexar County，i/ˈbeɪər/）是位美国德克萨斯州中南部一個縣，面積3,255平方公里。根据2020年美國人口普查，共有人口200萬9,324人。縣治聖安東尼奧。該縣成立於1836年3月17日，是德州最早成立的二十三個縣之一；縣名來源有兩種說法：一為承襲原來的區名（San Antonio de Béxar），或紀念當時新西班牙總督巴爾塔薩·德蘇尼加-古斯曼（Baltasar de Zúñiga y Guzmán, duque de Arión；他是貝爾公爵的次子）。
注意縣名的英語讀音為[ˈbeɪɚ]。

## 知名人物
- 名井南（美國出生、日本長大的Kpop女團TWICE成員）

## 外部連結
- Bexar County government （页面存档备份，存于）
- 線上版《Handbook of Texas》中的Bexar County
- Bexar County （页面存档备份，存于）
- Bexar County （页面存档备份，存于） from the TXGenWeb Project
- Bexar County Jail Information （页面存档备份，存于）
- Historic Bexar County materials （页面存档备份，存于）, hosted by the Portal to Texas History. （页面存档备份，存于）